# Robby Benson
Robby Benson, właściwie Robin David Segal (ur. 21 stycznia 1956 w Dallas) – amerykański aktor, reżyser i wykładowca na New York University.

## Życiorys

### Wczesne lata
Urodził się w Dallas w Teksasie jako syn żydowskiej pary – Fredy Ann (z domu Benson), aktorki, piosenkarki i menedżerki, i scenarzysty Geralda Charlesa Segala. Jego siostrą jest Shelli Segal, projektanta linii odzieżowej o nazwie Laundry by Shelli Segal. W wieku 13 lat pojawiła się w reklamie telewizyjnej z Jane Withers.

### Kariera
Po debiucie kinowym jako chłopak podrzucający piłkę w dreszczowcu Terence’a Younga Doczekać zmroku (Wait Until Dark, 1967) z Audrey Hepburn, zadebiutował w broadwayowskim musicalu The Rothschilds (1970). Następnie występował w operze mydlanej CBS Search for Tomorrow (1971–1972). Za rolę grającego na wiolonczeli nastolatka Jeremy’ego Jonesa ze szkoły sztuk scenicznych w Nowym Jorku w melodramacie muzycznym Jeremy (1973) zdobył nominację do Złotego Globu dla najbardziej obiecującego nowego aktora. Film zdobył nagrodę na 26. Festiwalu Filmowym w Cannes. Popularność przyniosły mu filmy: western Jory (1972) jako tytułowy Jory Walden i dramat Ode to Billy Joe (1976), w którym wcielił się w postać Billy’ego Joe McAllistera. 
W 1975 kandydował do roli Luke’a Skywalkera w Gwiezdnych wojnach, lecz ostatecznie dostał ją Mark Hamill. 
W 1976 przez Johna Willisa został określony jako jeden z dwunastu najlepiej zapowiadających się aktorów. W 1978 wcielił się w główną rolę Nicka Petersona w filmie Zamki na lodzie (Ice Castles), a jego występ spotkał się z aprobatą krytyków. Inne znane filmy z udziałem Bensona to One on One (1977), Death Be Not Proud (1975) i Lucky Lady (1975). W sierpniu 1979 trafił na okładkę magazynu „Playgirl” z Michelle Phillips. Jako Noel „Nolie” Minor w dramacie telewizyjnym CBS Two of a Kind (1982) był nominowany do Złotego Globu dla najlepszego aktora w miniserialu lub filmie telewizyjnym. Rola Howarda Keacha, wrażliwego syna Harry’ego (Paul Newman) w dramacie Harry i syn (Harry & Son, 1984) przyniosła mu nominację do Złotej Maliny w kategorii najgorszy aktor drugoplanowy.
Benson był reżyserem blisko stu odcinków popularnych sitcomów, m.in. Przyjaciół (Friends), Sabriny – nastoletniej czarownicy (Sabrina, the Teenage Witch) czy Ellen.
W 1993 wraz z ekipą filmową otrzymał nominację do Nagrody Grammy w kategorii Album roku za ścieżkę dźwiękową do filmu animowanego Piękna i Bestia (1991), gdzie użyczył głosu Bestii.

## Życie prywatne
Był nastolatkiem, gdy zdiagnozowano u niego szmery sercowe spowodowane wadą zastawki dwudzielnej aorty. Pod koniec dwudziestego roku życia Benson zaczął odczuwać objawy, takie jak zawroty głowy i utrata przytomności, a następnie w październiku 1984 przeszedł operację zastawki serca.
11 lipca 1982 ożenił się z piosenkarką i aktorką Karlą DeVito, z którą ma dwójkę dzieci: córkę Lyric (ur. 1983) i syna Zephyra Harrisa (ur. 1992).